# Ла Плэнт, Лора
Лора Ла Плэнт (англ. Laura La Plante, 1 ноября 1904 — 14 октября 1996) — американская актриса немого кино.

## Биография
Лора ЛаПлант (англ. Laura LaPlant) дебютировала в качестве актрисы в возрасте 15 лет в небольшой роли в немом фильме. В 1923 году она была выбрана в качестве одной из «WAMPAS Baby Stars», что послужило рывком к стремительному развитию её дальнейшей актёрской карьеры. С 1920 по 1930 год актриса снялась более чем в шестидесяти фильмах, среди которых «Кот и канарейка» (1927), «Плавучий театр» (1929) и многих других. Большинство её фильмов тех лет было снято на студии «Universal Pictures», на которой Лаура Ла Планте была самой популярной звездой середины 1920-х годов.
Приход звукового кино заметно подорвал карьеру Лоры Ла Плэнт, а волна новых молодых звёзд и вовсе затмила актрису и откинула её на вторые планы. Последними успешными картинами с её участием стали музыкальная картина «Король джаза» (1930) и драма «Аризона» (1931). После завершения карьеры в Голливуде Лора Ла Плэнт некоторое время снималась в Англии, прежде чем в 1935 году окончательно не покинула кинематограф. В дальнейшем она дважды возвращалась на большой экран в 1946 и 1957 году, а в 1954 году приняла участие в телевизионной игре Граучо Маркса «Ваша ставка на жизнь».
Актриса дважды была замужем. Её первым супругом был кинорежиссёр Уильям А. Сейтер, а вторым — продюсер Ирвинг Ашер. Лора Ла Плэнт умерла от болезни Альцгеймера в октябре 1996 года в возрасте 91 года в Вудленд-Хиллз, штат Калифорния. Одна из улиц в калифорнийском городе Агура-Хиллз названа именем актрисы.

## Избранная фильмография
| Год  |   | Русское название | Оригинальное название | Роль                                           |
| ---- | - | ---------------- | --------------------- | ---------------------------------------------- |
| 1930 | ф | Король джаза     | King of Jazz          | редактор / стенографистка / участница квартета |